# Сад ел Харти
Сад ел Харти (Ријад, Саудијска Арабија, 3. фебруар 1984) бивши је фудбалер и репрезентативац Саудијске Арабије који је играо на позицији нападача.
Маркос Пакета, селектор репрезентације Саудијске Арабије, уврстио је Саада ел Хартија у тим за Светско првенство у фудбалу 2006. у Немачкој.